# 竹中美穂
竹中 美穂（たけなか みほ、1984年10月22日 - ）は、日本の元体操選手。愛知県出身。東海テレビ東名体操クラブ出身。豊田大谷高等学校、中京大学卒業。

## 経歴
- 体操を始めたのは3歳の時から。その時はブリッジが出来るようになったという。
- 1999年 - 中国・天津で行われた世界選手権個人総合で28位。
- 2000年 - 山脇佳奈とともにシドニーオリンピック出場を果たす。同年、全日本選手権女子個人総合で初のタイトルを獲得。
- 中京大学に進学後はけがに見舞われたこともあってか、現在は競技生活からは退いた模様である[独自研究?]。

## エピソード
- シドニーオリンピックの日本代表に選出される直前に父親を亡くしている。